# Alla marinara
Alla marinara è un'espressione di significato abbastanza ampio, che in genere indica un tipo di cottura che implica l'uso di erbe aromatiche dell'area mediterranea come basilico e origano, talvolta anche di olive, capperi e acciughe salate; solitamente si accompagnano tali ingredienti con la salsa di pomodoro, ma essa non è un ingrediente obbligatorio. Si può usare come sugo per vermicelli o spaghetti, oppure come condimento per carne o pesce (baccalà); molto nota è la pizza alla marinara, con aglio, origano e salsa di pomodoro, il tutto accompagnato da una bella manciata di prezzemolo ben spezzettato e lavorato con il resto degli ingredienti.

## Variazioni
- I "mòscioli alla marinara" sono una preparazione tipica della Riviera del Conero, che prevede il condimento con olio di oliva, limone, prezzemolo e pepe macinato fresco[2].
- In alcune zone, come nella Riviera del Conero, la "pasta alla marinara" è quella condita con frutti di mare e senza l'uso di pomodoro, in quanto se viene aggiunto questo ingrediente si parla di "spaghetti alla pescatora"[3].
- Anche in altre zone d'Italia il condimento "alla marinara" si contrappone a quello "alla pescatora", ma per altro motivo: il secondo condimento comporta in questo caso l'uso di un ingrediente escluso dal sugo alla marinara: i frutti di mare[1], tra cui mitili e gamberetti e del burro[4].
- La marinara sauce, tipica della cucina italoamericana, è una variante del modo di cottura alla marinara che comporta cipolla, sedano, aglio e un bouquet garni[5].
- Un sugo simile alla marinara sauce è noto in Italia centrale col nome di sugo finto[6] o  sugo scappato (o col "pollo scappato").